# Billboard Global 200
Billboard Global 200 — еженедельный хит-парад журнала Billboard, в котором участвуют песни со всего мира со всех доступных для подсчёта территорий и стран. Результаты первого чарта были опубликованы в сентябре 2020 года по данными за период с 4 по 10 сентября. Чарт основан на еженедельных подсчётах по данным стрим-потоков и продаж цифровых скачиваний из более чем 200 регионов мира. Хит-парад стал доступен на сайте Billboard.com 15 сентября 2020 года. Он будет публиковаться каждый вторник. 100 лучших песен будут открыто представлены на Billboard.com, а полный рейтинг из 200 названий будет доступен подписчикам на Billboard Pro.

## Концепция

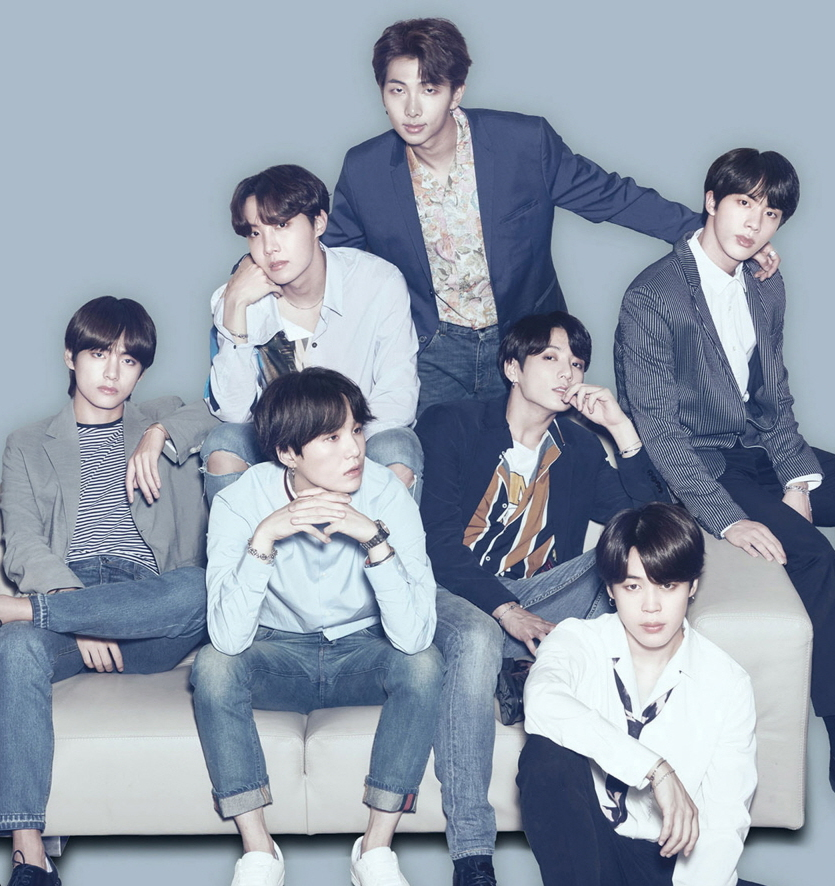
Южнокорейская группа BTS лидирует по числу чарттопперов в Global 200.

Billboard работал над идеей глобального хит-парада, охватывающего большинство стран мира, более двух лет до его запуска. Впервые новый хит-парад был анонсирован ещё 6 мая 2019 года, затем он была обозначен как «Global 100» и должен был быть запущен позже в том же году.
Концепция нового чарта заключалась в том, чтобы «познакомить людей с музыкой с разных территорий и во времени», чтобы обеспечить «запоздалое освещение и признание исполнителей с международных рынков». После официального объявления чарта 14 сентября 2020 года журнал Billboard описал его как «первый авторитетный чарт с рейтингом лучших песен в мире» и заявил, что построение хит-парада на основе всемирных данных о стрим-потоках и продаж цифровых загрузок «даст точное представление о самых популярных песнях на планете».

## Методика
Методология составления хит-парад включает данные о цифровых продажах и потоковых передачах по стримингу из более чем 200 территорий. Позиции песен измеряются по взвешенной формуле, которая включает официальные стрим-потоки как с уровней подписки, так и с поддержкой рекламы на ведущих цифровых платформах (Apple Music, Spotify, Tidal, YouTube и другие), а также цифровые загрузки из ведущих розничных ритейлеров музыки. Потоки «взвешиваются» или оцениваются по-разному, и те, что идут за счет платных подписок, имеют больший вес, чем потоки из бесплатных подписок. Чарт не учитывает какую-либо форму трансляции на радио, поскольку, согласно данным MRC, «основное внимание уделялось метрикам, которые можно было бы систематически измерять в каждой стране», учитывая, что «в отличие от потоковой передачи и продаж скачивания, радио не столь надежно измеряется в настоящее время [2020 год] на многих учитываемых территориях, и, даже если оно отслеживается, то не выполняется последовательно и одинаково в разных странах». Таким образом, этот хит-парад примечателен тем, что схож с новым рейтингом Rolling Stone Top 100, который, хотя и является только американским чартом песен, также включает в себя только продажи и стрим-потоки в своей формуле составления таблиц и рейтингов.
Хит-парад следует за неделей отслеживания с пятницы по четверг. Он составляется службой MRC Data через их продукт Music Connect и публикуется каждый вторник на сайте Billboard.com.
Методология для Billboard Global 200:
- Продажа одного трека = 200 премиальных стрим-потоков = 900 с поддержкой рекламы
  - Соотношение потоков, поддерживаемых рекламой и премиум, составляет 4,5 к 1.

Рейтинг Billboard Global 200 будет представлен на основе единиц потокового эквивалента с использованием следующей формулы: (Треки * 200) + Премиум-потоки + (Потоки с рекламой / 4,5)
Методология для Billboard Global Excl. U.S. (кроме США):
- Продажа 1 трека = 250 премиальных потоков = 1125 рекламных роликов
  - Соотношение потоков, поддерживаемых рекламой и премиум-потоков, также составляет 4,5 к 1.

Рейтинг Billboard Global Excl. U.S. будет представлен на основе единиц потокового эквивалента с использованием следующей формулы: (Треки * 250) + Премиум-потоки + (Потоки с рекламой / 4,5)

### BillboardGlobal Excl. U.S.
Вместе с чартом Global 200 журнал Billboard запустил и другой, сходный по методике составления хит-парад: Billboard Global Excl. U.S.. Он использует ту же самую формулу подсчёта, что и Global 200, кроме одного пункта: в подсчёт принимаются данные со всего мира, кроме США.

## Критика
Обозреватели отмечают, что методика подсчёта по стриминг-потокам имеет некоторые недостатки. Международные фанаты (и музыканты) уже нашли способы играть в чарты Billboard в США с помощью технологии VPN — например, Джастин Бибер, который ранее в этом году призывал фанатов за пределами США использовать VPN, когда они выпустили сингл «Yummy». Некоторые VPN позволяют интернет-пользователям за пределами США выступать в качестве американских интернет-пользователей и, следовательно, считаться американскими музыкальными потоками для включения в формулу подсчёта чарта в США. Также ранее в этом году 6ix9ine обвинил Billboard в мошенничестве, когда в чартах было всего 55,3 миллиона потоков первой недели релиза его песни «Gooba», несмотря на то, что YouTube показывает более 180 миллионов потоков. Как оказалось, большинство этих стримов было из-за пределов США.

## Список хитов № 1 вBillboardGlobal 200
Первым лидером хит-парада на дату 19 сентября 2020 года (дата официальной публикации чарта) стала песня «WAP» в исполнении Карди Би при участии Megan Thee Stallion, которая продолжила лидировать и на вторую неделю.

### Статистика

#### По исполнителям (число хитов на № 1)
| Число хитов № 1 | Исполнитель    | Ссылка       |
| --------------- | -------------- | ------------ |
| 7               | BTS            | [ 9 ] [ 10 ] |
| 4               | Бэд Банни      | [ 11 ]       |
| 4               | Тейлор Свифт   | [ 12 ]       |
| 3               | Оливия Родриго | [ 13 ]       |
| 3               | Дрейк          | [ 14 ]       |
| 3               | Чон Джонгук    | [ 15 ]       |
| 2               | Ариана Гранде  | [ 16 ]       |
| 2               | Джастин Бибер  | [ 17 ]       |
| 2               | Blackpink      | [ 18 ]       |

#### По исполнителям (общее число хитов)
| Число хитов | Исполнитель  | Ссылка |
| ----------- | ------------ | ------ |
| 143         | Тейлор Свифт | [ 19 ] |
| 113         | Drake        | [ 20 ] |
| 81          | Бэд Банни    | [ 21 ] |
| 71          | Lil Baby     | [ 22 ] |
| 59          | Lil Durk     | [ 23 ] |

#### По исполнителям (число хитов в одну неделю)
| Число хитов | Исполнитель  | Дата             | Ссылка |
| ----------- | ------------ | ---------------- | ------ |
| 31          | Тейлор Свифт | 27 ноября 2021   | [ 24 ] |
| 27          | Бэд Банни    | 21 мая 2022      | [ 25 ] |
| 24          | The Weeknd   | 22 января 2022   | [ 24 ] |
| 23          | Канье Уэст   | 11 сентября 2021 | [ 24 ] |
| 22          | Drake        | 18 сентября 2021 | [ 24 ] |

## Другие рекорды
- 13 ноября 2021 года все первые пять мест чарта Global 200 впервые заняли только неамериканские исполнители: Великобритания (Адель — № 1, Ширан — № 3 и 4), Австралия (The Kid LAROI — № 2), Канада (Бибер — № 4) и Нигерия (CKay — № 5)[26].
- 31 июля 2021 года все первые пять мест чарта Global Excl. U.S. впервые заняли только неамериканские исполнители: Ширан, BTS, The Kid LAROI, Бибер и Måneskin (Италия). Затем в ноябре три недели подряд это достижение повторяли Coldplay, Элтон Джон, Дуа Липа (Англия) и BTS (Южная Корея), а также Адель, The Kid LAROI, Бибер, CKay и Ширан[26].
- BTS — первая группа, занявшая первое место одновременно в трёх главных хит-парадах Global 200, Global 200 Excl. U.S. и Hot 100 (3 октября 2020 года с песней «Dynamite»). Ариана Гранде — первая женщина-артистка, добившаяся этого результата (7 ноября 2020 года с песней «Positions»). Джастин Бибер, Daniel Caesar и Giveon — первые солисты-мужчины, которые сделали это 3 апреля 2021 года с песней «Peaches».

## Список хитов № 1 вBillboardGlobal Excl. U.S
Первым лидером хит-парада на дату 19 сентября 2020 года (дата официальной публикации чарта) стали песня «Hawái» в исполнении колумбийского певца Малумы. Вторым лидером стала корейская группа BTS с хитом «Dynamite».

### Статистика

#### По исполнителям (число хитов на № 1)
| Число хитов № 1 | Исполнитель   | Ссылка       |
| --------------- | ------------- | ------------ |
| 6               | BTS           | [ 8 ] [ 27 ] |
| 3               | Blackpink     | [ 28 ]       |
| 2               | Джастин Бибер | [ 29 ]       |

#### По исполнителям (общее число хитов)
| Число хитов | Исполнитель  | Ссылка |
| ----------- | ------------ | ------ |
| 121         | Тейлор Свифт | [ 30 ] |
| 90          | Drake        | [ 31 ] |
| 81          | Бэд Банни    | [ 32 ] |
| 42          | The Weeknd   | [ 33 ] |
| 35          | Эд Ширан     | [ 34 ] |